# Negatives Priming
Als negatives Priming bzw. negative Bahnung wird in der Psychologie die verlangsamte Reaktion auf einen vorher ignorierten Reiz bezeichnet. Die vorherige Darbietung eines Reizes (des Primers) beeinflusst dabei die Verarbeitungszeit eines nachfolgenden Zielreizes (des Targets). Dabei kommt es, im Gegensatz zum positiven Priming, zu einer verzögerten Verarbeitung des nachfolgenden Reizes (beim positiven Priming kommt es zu einer verbesserten Verarbeitung). In vorangegangenen Durchgängen war der Zielreiz ein Distraktor-Reiz, den die Versuchsperson ignorieren sollte.
Der Negative-Priming-Effekt (NPE) galt lange als ein wichtiges Paradigma in der Aufmerksamkeitsforschung, neuerdings findet er auch in der Gedächtnisforschung Verwendung.

## Entdeckung
Der NPE wurde 1966 von Dalrymple-Alford und Budayr in ihrer Studie zum Stroop-Effekt entdeckt. Im Stroop-Test sehen die Probanden Farbwörter (z. B. „Grün“, „Rot“), die in unterschiedlichen Schriftfarben geschrieben sind (z. B. sind die Buchstaben des Wortes „Grün“ in gelb geschrieben). Dalrymple-Alford und Budayr überprüften, ob Versuchspersonen die Farbe, in der ein Wort geschrieben war, langsamer benennen konnten, wenn sie dem zuvor präsentierten Farbwort entsprachen. Das Farbwort, ein Reiz, den es in der Aufgabe zu ignorieren gilt, bezeichnet man auch als Distraktor oder Störreiz. Es zeigte sich, dass die Benennung einer Farbe langsamer war, wenn diese dem zuvor in der Liste dargebotenen Distraktor-Wort entsprach. Farben, deren Bezeichnung zuvor nicht als Distraktor gedient hatten, konnten vergleichsweise schneller benannt werden.

## Paradigmen

### Visuelles negatives Priming
Tipper wies 1985 den NPE bei der Verwendung von Linienzeichnungen als Stimulusmaterial nach. Hierbei wurden den Probanden zwei sich überlagernde Linienzeichnungen auf einem Bildschirm präsentiert. Die Linienzeichnungen stellten verschiedene benennbare Objekte dar, beispielsweise einen Hasen und eine Blume. Die Zeichnung des Zielreizes war in rot abgebildet, die Zeichnung des Distraktorreizes in grün. Jeder Durchgang bestand aus einem Prime-Bildschirm und einem nachfolgenden Probe-Bildschirm. Auf den Bildschirmen waren also jeweils ein Ziel- und ein Distraktorreiz abgebildet. Die Aufgabe der Probanden bestand darin, den Zielreiz so schnell wie möglich zu benennen. Wenn der Zielreiz des Probe-Durchganges dem Distraktorreiz auf dem Prime-Bildschirms entsprach, zeigte sich, dass die Benennung des Probe-Zielreizes langsamer war als in den Kontrolldurchgängen, in denen der Zielreiz des Probe-Durchganges im Prime-Durchgang nicht ignoriert werden musst.

### Akustisches negatives Priming
Der NPE ist nicht nur auf eine Sinnesmodalität beschränkt. Auch im akustischen Bereich konnte er nachgewiesen werden. Das zeigten beispielsweise Mayr und Buchner mit dem folgenden Paradigma: Die Versuchspersonen hörten über Kopfhörer zwei simultan präsentierte Wörter, sollten jedoch nur ein Wort beachten und dieses benennen. Dabei zeigte sich, dass sie Wörter, die im vorangegangenen Durchgang ignoriert werden mussten, nicht so schnell benennen konnte wie Wörter, die im vorangegangenen Durchgang nicht präsentiert worden waren.

## Theoretische Modelle

### Distraktor-Inhibition-Theorie
Der erste Erklärungsansatz zum NPE ist die Distraktor-Inhibitions-Theorie. Sie wurde zunächst von Neill vorgeschlagen, im Laufe der Zeit dann aber immer wieder revidiert und erweitert. Tipper geht von einem hemmenden Einfluss von Aufmerksamkeitsprozessen aus: Während der Präsentation von zwei Reizen findet eine simultane Analyse des dargebotenen Ziel- und Distraktorreizes statt. Es  werden interne kategoriale Repräsentationen beider Reize aktiviert. Erst im Anschluss erfolgt die Auswahl des relevanten Reizes, der für die Reaktionsauswahl und -ausführung herangezogen wird. Die Repräsentation des ignorierten Reizes wird aktiv gehemmt. Wenn die internale Repräsentation eines Reizes im Prime-Durchgang mit Hemmung assoziiert wird, so hält diese aufgebaute Hemmung eine gewisse Zeit an. Die Verarbeitung des gleichen Reizes ist dann im folgenden Probe-Durchgang behindert, da bei der Verarbeitung des Objekts zunächst die noch vorliegende Hemmung überwunden werden muss. Somit postuliert dieses Modell einen Mechanismus, der die Aufmerksamkeit durch aktive Hemmung des Distraktors auf einen Zielreiz lenkt. Durch den NPE kann man diesen Hemm-Prozess beobachten.

### Episodic-Retrieval-Modell
Basierend auf Logans Instanztheorie der Automatisierung erklären Neill und Valdes den NPE durch Gedächtnisprozesse: Während des Prime-Durchganges wird der Reiz im Gedächtnis abgespeichert. Zusätzlich werden Informationen über den Reiz abgespeichert. Zum Distraktorreiz wird im Prime-Durchgang eine Gedächtnisspur über den Reiz angelegt, die zusätzlich die Information enthält, dass der Reiz irrelevant ist. Wenn im Probe-Durchgang nun der gleiche Reiz erneut präsentiert wird, dient er als Hinweisreiz für den Prime-Durchgang, der auch die „Hemm“-Information enthält. Diese Information steht im Widerspruch zur Aufgabe (nämlich, den Reiz nicht zu ignorieren, sondern zu verarbeiten). Die Zeit, die benötigt wird um diesen Widerspruch zu lösen, drückt sich als NPE aus.

### Andere Modelle
Weitere Theorien, die versuchen den NPE zu erklären, sind die Feature-Mismatch-Hypothese und das Temporal-Discrimination-Modell. Beide sind jedoch nicht so einflussreich wie die oben näher beschriebenen Theorien. Die Modelle machen unterschiedliche Vorhersagen, die empirisch untersuchbar sind. Einen Überblick über die Modell und ihre Evidenz gibt der Überblicksartikel von Mayr und Buchner.

## Anwendung / aktuelle Forschung
Neuere Forschung gibt Aufschluss darüber, wie es zum NPE kommt. Frings und Spence konnten beispielsweise zeigen, dass kein Distraktorreiz im Probe-Durchgang nötig ist, um einen NPE zu erzeugen.
Wie de Fockert, Mizon und D’Ubaldo zeigten, nivelliert sich bei hoher kognitiver Kontrolle der NPE. Das deutet darauf hin, dass der NPE von kognitiven Kontrollressourcen abhängt.
Der NPE wird als Indikator für exekutive Kontrollfunktionen verwendet. Bei körperlich aktiven jungen Erwachsenen wurde ein schwächerer NPE gefunden als bei unsportlichen. Die Autoren schließen aus diesen Ergebnissen, dass sportliche Aktivität einen positiven Effekt auf die geistige Beweglichkeit und Flexibilität hat.
Auch im klinisch-psychologischen Bereich findet der NPE Anwendung, häufig zur Ursachenforschung bei verschiedenen psychischen Störungen. Beispielsweise konnte bei Schizophrenie-Patienten kein NPE gefunden werden, außerdem zeigen sie ein verändertes neuronales Aktivationsmuster im Vergleich zu einer gesunden Kontrollgruppe. Dies deutet darauf hin, dass die Informationsverarbeitung von Schizophrenie-Patienten schon auf neuronaler Ebene verändert ist. Allerdings sind die Befunde uneinheitlich geblieben, und es ist argumentiert worden, dass Menschen mit Schizophrenie in einigen Studien durch kurze Prime-Darbietungszeiten (100 ms) benachteiligt wurden, indem ihre stärkere Verlangsamung die für den NPE wichtige Erfassung der Prime-Information verhindert hätte.
Der NPE wird oft als ein Effekt selektiver Aufmerksamkeitsprozesse betrachtet. Um sich einem bestimmten Reiz aufmerksam zuwenden zu können, muss ein Stör-(bzw. Distraktor-) Reiz gehemmt werden. Bei Patienten mit Depression sind gerade diese kognitiven Prozesse beeinträchtigt. Sie wenden ihre Aufmerksamkeit besonders negativen Dingen zu und können ihre Aufmerksamkeit nicht auf positive Dinge lenken. Ähnliches gilt für Patienten mit einer Zwangsstörung. Sie wenden ihre Aufmerksamkeit besonders ihren Zwangsgedanken oder -Handlungen zu und können ihre Aufmerksamkeit nicht davon weg lenken. Deshalb wurde in diesen Patientengruppen der NPE beforscht, bislang jedoch mit uneinheitlichen Ergebnissen.